# 松野彩瑛子
松野 彩瑛子（まつの さえこ、1986年11月2日 - ）は、日本のアナウンサー。東京都江東区出身。タイムリーオフィス所属。

## 出演
- デイリーひの（日野ケーブルテレビ） - 火曜日キャスター
- サンデーブランチ（2009年12月6日 - 、シブヤFM東京78.4MHZ）
- ワンワンの記念撮影会（NHKスタジオパーク）
- スプーの記念撮影会（NHKスタジオパーク）
- WEST END TALK ～THE WEEKENDER～（2016年2月6日 - 、FM-FUJI）